# Ліма: Порушуючи мовчання
Ліма: Порушуючи мовчання (англ. Lima: Breaking the Silence) — американський фільм 1999 року.

## Сюжет
У 1997 році в Лімі відбулася подія, що приголомшило не тільки Перу, але і весь світ. Група повстанців захопила в заручники членів уряду і дипломатів — всього близько 300 осіб, вимагаючи випустити на свободу політичних ув'язнених.

## У ролях
- Джо Лара — Віктор
- Біллі Драго — генерал Монтисіто Франтасіно
- Крістофер Аткінс — Джефф
- Бентлі Мітчем — Брюс Нельсон
- Джулі Ст. Клер — Єлена
- Річард Лінч — Джеймс Галлахер, посол Ірландії
- Чарльз Неп'єр — Падре
- Дена Лі — Аокі, посол Японії
- Роберт Іто — президент Фуджиморо
- Наталі Рот — Делісія
- Морін ЛаВетт — Бетсі Браун / Фібі Пратт
- Даррен Фой — Гектор Карпа
- Олександр Кашперов — посол Росії
- Анжела Корабльова — дружина посла Росії
- Владімір Васілевіч — суддя
- Хастіна Патрісія Аль-Хакін — офіцер у жіночій в'язниці
- Ігор Варнас-Гернік — адвокат
- Джулія Девіс — черниця (в титрах не вказана)